# Kerem Şener
Pour les articles homonymes, voir Şener.
Kerem Şener (né le 19 août 2003 à Konak) est un gymnaste artistique turc.

## Carrière
Kerem Şener obtient la médaille de bronze par équipe aux Championnats d'Europe de gymnastique artistique masculine 2022 à Munich.
Aux Championnats d'Europe de gymnastique artistique 2023 à Antalya, il remporte la médaille d'argent par équipe.